# Memoriał Akiby Rubinsteina

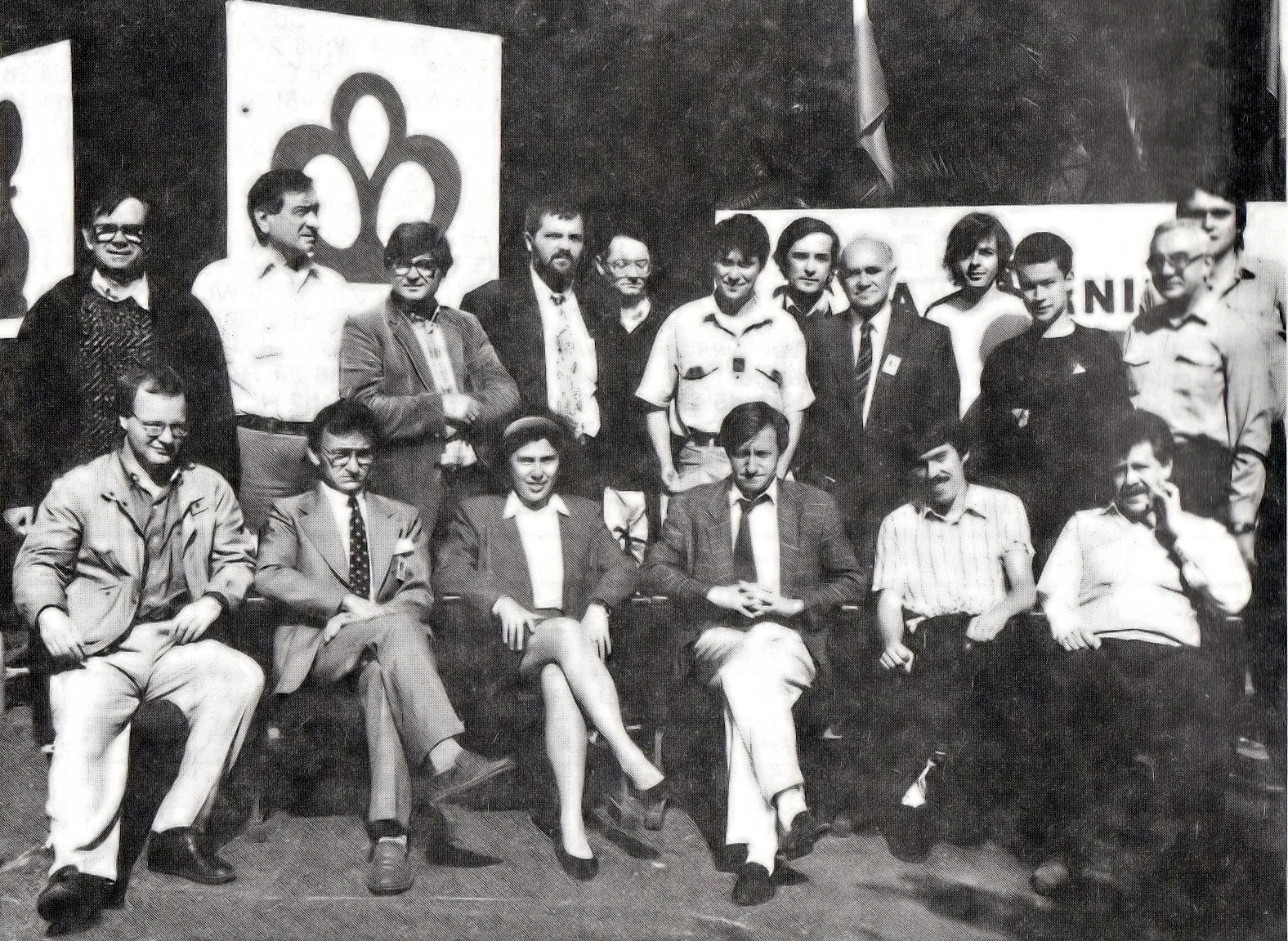
Uczestnicy i osoby funkcyjne XXVIII Memoriału (1991)

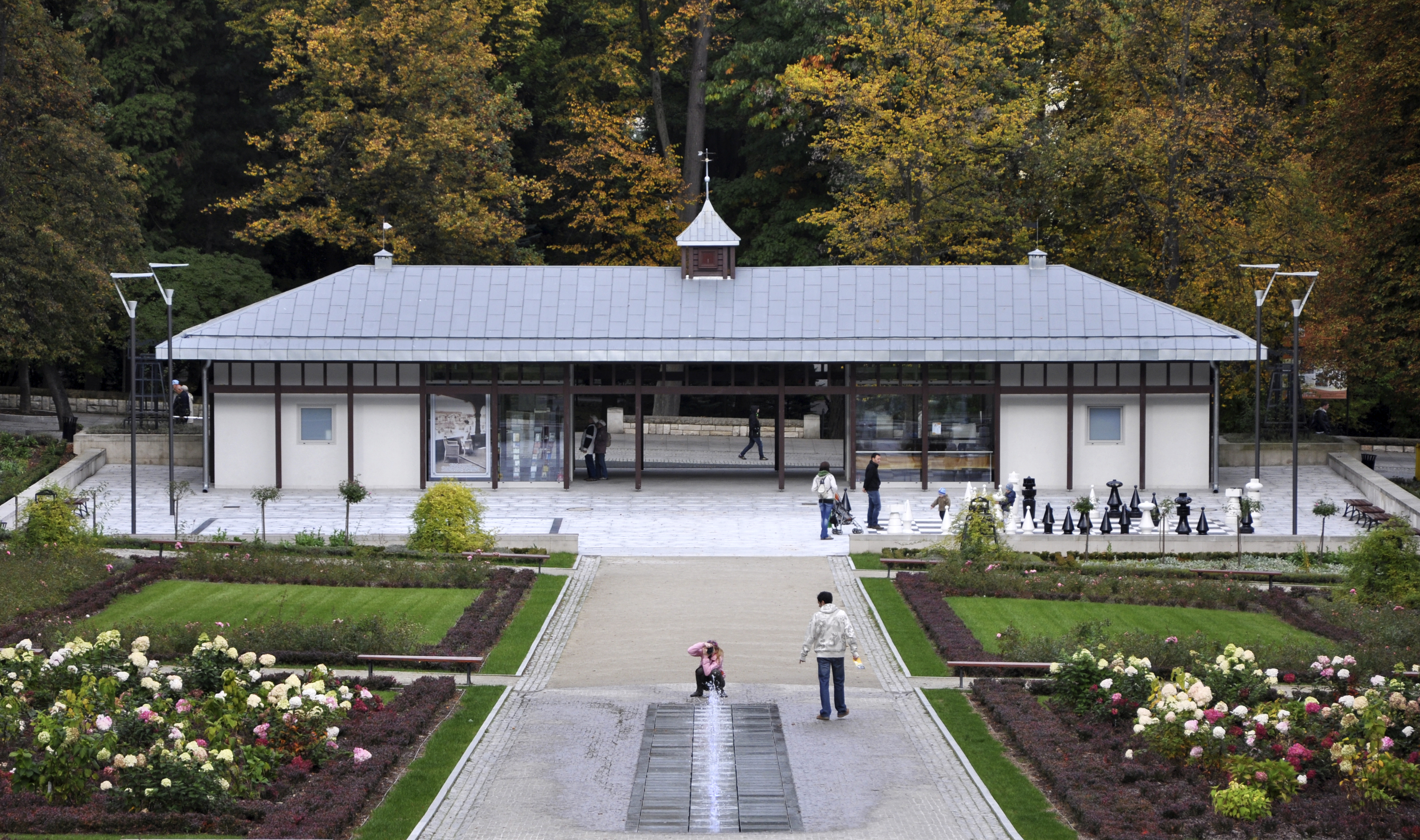
Pawilon szachowy w parku zdrojowym w Polanicy-Zdroju

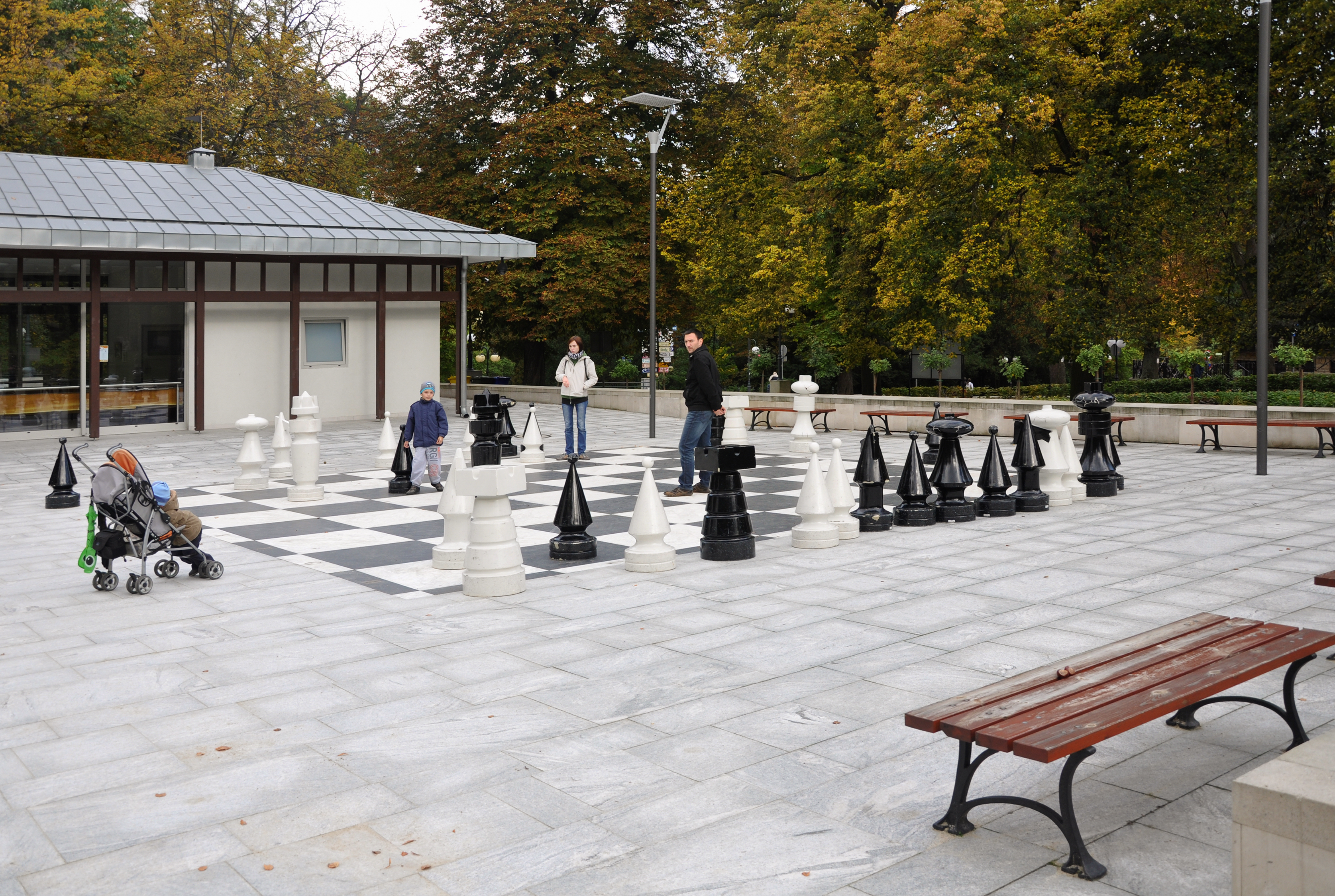
Szachownica obok pawilonu

Memoriał Akiby Rubinsteina – rozgrywany od 1963 roku w Polanicy-Zdroju międzynarodowy turniej szachowy poświęcony pamięci Akiby Rubinsteina. Jego inicjatorami byli prezes Dolnośląskiego Okręgowego Związku Szachowego Jerzy Arłamowski i dyrektor Uzdrowiska Polanica-Zdrój Karol Grzejszczyk. Przez wiele lat był najsilniejszym turniejem kołowym rozgrywanym w Polsce. W polanickich memoriałach startowali m.in.:
- mistrzowie świata: Wasilij Smysłow, Anatolij Karpow i Weselin Topałow
- mistrzynie świata: Nona Gaprindaszwili i Zsuzsa Polgár
- arcymistrzowie: Vlastimil Hort, Wolfgang Uhlmann, Salomon Flohr, Borislav Ivkov, Jan Smejkal, András Adorján, Jurij Awerbach, Eugenio Torre, Ulf Andersson, Ołeh Romanyszyn, Siergiej Dołmatow, Aleksander Czernin, Ilja Smirin, Joël Lautier, Wiktor Korcznoj, Zoltán Ribli, Gyula Sax, Jaan Ehlvest, Michał Krasenkow, Robert Hübner, Siergiej Tiwiakow, Aleksander Bielawski, Siergiej Rublewski, Predrag Nikolić, Jewgienij Bariejew, Boris Gelfand, Aleksiej Szyrow, Wasilij Iwanczuk, Péter Lékó, Piotr Swidler, Loek van Wely i inni.

Najsilniejszy turniej memoriałowy rozegrano w 2000 r., osiągnął on wówczas rangę XVII kategorii FIDE (średni ranking turnieju wyniósł 2673). W latach 1990 i 2004 nie rozegrano turniejów poświęconych pamięci Akiby Rubinsteina. W roku 1994 i w latach 2001–2005 oraz od 2009 memoriały rozgrywano systemem szwajcarskim. W latach 2006–2008 i 2011 ponownie odbyły się główne turnieje arcymistrzowskie.
Wśród dotychczasowych zwycięzców memoriału znajduje się sześciu polskich szachistów: Andrzej Filipowicz (1964), Włodzimierz Schmidt (1973, 1981), Robert Kempiński (2006), Bartosz Soćko (2007), Aleksander Hnydiuk (2011) oraz Wojciech Moranda (2013).

## Wyniki dotychczasowych memoriałów
| Lp. | Rok  | I miejsce                                                                                           | II miejsce                                                                                          | III miejsce                                                                                         | Najlepszy Polak                                                                                     | Uczestników                                                                                         |
| --- | ---- | --------------------------------------------------------------------------------------------------- | --------------------------------------------------------------------------------------------------- | --------------------------------------------------------------------------------------------------- | --------------------------------------------------------------------------------------------------- | --------------------------------------------------------------------------------------------------- |
| 1   | 1963 | Nikoła Pydewski                                                                                     | Mosze Czerniak                                                                                      | Milan Matulović                                                                                     | Witold Balcerowski (4)                                                                              | 16                                                                                                  |
| 2   | 1964 | Andrzej Filipowicz                                                                                  | Bruno Parma                                                                                         | Vlastimil Hort                                                                                      | Andrzej Filipowicz (1)                                                                              | 16                                                                                                  |
| 3   | 1965 | Jewgienij Wasiukow                                                                                  | Péter Dely                                                                                          | Milan Matulović                                                                                     | Jacek Bednarski (6)                                                                                 | 14                                                                                                  |
| 4   | 1966 | Wasilij Smysłow                                                                                     | Levente Lengyel                                                                                     | Heinz Liebert                                                                                       | Zbigniew Doda (6)                                                                                   | 15                                                                                                  |
| 5   | 1967 | Siemion Furman                                                                                      | Vlastimil Hort                                                                                      | Wolfgang Uhlmann                                                                                    | Zbigniew Doda (4)                                                                                   | 16                                                                                                  |
| 6   | 1968 | Wasilij Smysłow                                                                                     | Lubomir Kavalek                                                                                     | Zbigniew Doda                                                                                       | Zbigniew Doda (3)                                                                                   | 16                                                                                                  |
| 7   | 1969 | László Bárczay                                                                                      | Nikołaj Krogius                                                                                     | Anthony Saidy                                                                                       | Andrzej Sydor (6)                                                                                   | 16                                                                                                  |
| 8   | 1970 | Jan Smejkal                                                                                         | Igor Zajcew                                                                                         | Włodzimierz Schmidt                                                                                 | Włodzimierz Schmidt (3)                                                                             | 16                                                                                                  |
| 9   | 1971 | Helmut Pfleger                                                                                      | Nikoła Spiridonow                                                                                   | Lutz Espig                                                                                          | Włodzimierz Schmidt (4)                                                                             | 16                                                                                                  |
| 10  | 1972 | Jan Smejkal                                                                                         | Jewgienij Wasiukow                                                                                  | Anatolij Łutikow                                                                                    | Jerzy Kostro (7)                                                                                    | 16                                                                                                  |
| 11  | 1973 | Włodzimierz Schmidt                                                                                 | Mark Dworecki                                                                                       | Josef Přibyl                                                                                        | Włodzimierz Schmidt (1)                                                                             | 14                                                                                                  |
| 12  | 1974 | Władimir Karasiow                                                                                   | Nino Kirow                                                                                          | Aleksiej Suetin                                                                                     | Andrzej Filipowicz (8)                                                                              | 16                                                                                                  |
| 13  | 1975 | Jurij Awerbach                                                                                      | Ján Plachetka                                                                                       | Zbigniew Doda                                                                                       | Zbigniew Doda (3)                                                                                   | 16                                                                                                  |
| 14  | 1976 | Giennadij Timoszczenko                                                                              | Milorad Knežević                                                                                    | Jurij Awerbach                                                                                      | Włodzimierz Schmidt (4)                                                                             | 15                                                                                                  |
| 15  | 1977 | Vlastimil Hort                                                                                      | Giennadij Kuźmin                                                                                    | Boris Gulko                                                                                         | Jerzy Pokojowczyk (5)                                                                               | 18                                                                                                  |
| 16  | 1978 | Mark Cejtlin                                                                                        | Ulf Andersson                                                                                       | Josif Dorfman                                                                                       | Włodzimierz Schmidt (9)                                                                             | 15                                                                                                  |
| 17  | 1979 | Jurij Razuwajew                                                                                     | Miroslav Filip                                                                                      | Rainer Knaak                                                                                        | Jacek Bielczyk (6)                                                                                  | 16                                                                                                  |
| 18  | 1980 | Ołeh Romanyszyn                                                                                     | Ljuben Spasow                                                                                       | László Bárczay                                                                                      | Jerzy Pokojowczyk (4)                                                                               | 14                                                                                                  |
| 19  | 1981 | Włodzimierz Schmidt                                                                                 | Wiktor Kuprejczyk                                                                                   | Walerij Czechow                                                                                     | Włodzimierz Schmidt (1)                                                                             | 14                                                                                                  |
| 20  | 1982 | Lothar Vogt                                                                                         | Petar Popović                                                                                       | Iwan Radułow                                                                                        | Krzysztof Pytel (4)                                                                                 | 15                                                                                                  |
| 21  | 1983 | Wiaczesław Dydyszko                                                                                 | Jiří Lechtýnský                                                                                     | Iván Faragó                                                                                         | Zbigniew Szymczak (7)                                                                               | 15                                                                                                  |
| 22  | 1984 | Giennadij Zajczik                                                                                   | Giennadij Kuźmin                                                                                    | Maia Cziburdanidze                                                                                  | Marek Hawełko (7)                                                                                   | 16                                                                                                  |
| 23  | 1985 | Kostiantyn Łerner                                                                                   | Karel Mokrý                                                                                         | Carlos Garcia Palermo                                                                               | Aleksander Sznapik (6)                                                                              | 16                                                                                                  |
| 24  | 1986 | Péter Lukács                                                                                        | Kostiantyn Łerner                                                                                   | Ralf Lau                                                                                            | Marek Hawełko (9)                                                                                   | 13                                                                                                  |
| 25  | 1987 | Uwe Bönsch                                                                                          | Siergiej Dołmatow                                                                                   | Alon Greenfeld                                                                                      | Robert Kuczyński (4)                                                                                | 13                                                                                                  |
| 26  | 1988 | Aleksander Czernin                                                                                  | Aleksandr Goldin                                                                                    | Milan Draško                                                                                        | Marek Matlak (6)                                                                                    | 15                                                                                                  |
| 27  | 1989 | Igor Nowikow                                                                                        | Siemion Dwojris                                                                                     | Ilja Smirin                                                                                         | Paweł Stempin (4)                                                                                   | 16                                                                                                  |
|     | 1990 | Nie odbył się                                                                                       | Nie odbył się                                                                                       | Nie odbył się                                                                                       | Nie odbył się                                                                                       | Nie odbył się                                                                                       |
| 28  | 1991 | Joël Lautier                                                                                        | Robert Kuczyński                                                                                    | Ołeh Romanyszyn                                                                                     | Robert Kuczyński (2)                                                                                | 12                                                                                                  |
| 29  | 1992 | Ołeh Romanyszyn                                                                                     | Wiktor Korcznoj                                                                                     | Josif Dorfman                                                                                       | Robert Kuczyński (7)                                                                                | 12                                                                                                  |
| 30  | 1993 | Giennadij Sosonko                                                                                   | Jörg Hickl                                                                                          | Zoltán Ribli                                                                                        | Tomasz Markowski (9)                                                                                | 12                                                                                                  |
| 31  | 1994 | Nie rozegrano turnieju arcymistrzowskiego, w głównym turnieju otwartym zwyciężył Jewgienij Moczałow | Nie rozegrano turnieju arcymistrzowskiego, w głównym turnieju otwartym zwyciężył Jewgienij Moczałow | Nie rozegrano turnieju arcymistrzowskiego, w głównym turnieju otwartym zwyciężył Jewgienij Moczałow | Nie rozegrano turnieju arcymistrzowskiego, w głównym turnieju otwartym zwyciężył Jewgienij Moczałow | Nie rozegrano turnieju arcymistrzowskiego, w głównym turnieju otwartym zwyciężył Jewgienij Moczałow |
| 32  | 1995 | Weselin Topałow                                                                                     | Michał Krasenkow                                                                                    | Jaan Ehlvest                                                                                        | Michał Krasenkow (2)                                                                                | 12                                                                                                  |
| 33  | 1996 | Ołeksandr Bielawski                                                                                 | Siergiej Rublewski                                                                                  | Predrag Nikolić                                                                                     | Robert Kempiński (5)                                                                                | 12                                                                                                  |
| 34  | 1997 | Siergiej Rublewski                                                                                  | Boris Gelfand                                                                                       | Jewgienij Bariejew                                                                                  | Michał Krasenkow (7)                                                                                | 10                                                                                                  |
| 35  | 1998 | Boris Gelfand                                                                                       | Aleksiej Szyrow                                                                                     | Michał Krasenkow                                                                                    | Michał Krasenkow (3)                                                                                | 10                                                                                                  |
| 36  | 1999 | Loek van Wely                                                                                       | Michaił Gurewicz                                                                                    | Aleksander Oniszczuk                                                                                | Robert Kempiński (6)                                                                                | 10                                                                                                  |
| 37  | 2000 | Boris Gelfand                                                                                       | Aleksiej Szyrow                                                                                     | Loek van Wely                                                                                       | Michał Krasenkow (5)                                                                                | 10                                                                                                  |
| 38  | 2001 | Nie rozegrano turnieju arcymistrzowskiego, w głównym turnieju otwartym zwyciężył Wołodymyr Bakłan   | Nie rozegrano turnieju arcymistrzowskiego, w głównym turnieju otwartym zwyciężył Wołodymyr Bakłan   | Nie rozegrano turnieju arcymistrzowskiego, w głównym turnieju otwartym zwyciężył Wołodymyr Bakłan   | Nie rozegrano turnieju arcymistrzowskiego, w głównym turnieju otwartym zwyciężył Wołodymyr Bakłan   | Nie rozegrano turnieju arcymistrzowskiego, w głównym turnieju otwartym zwyciężył Wołodymyr Bakłan   |
| 39  | 2002 | Nie rozegrano turnieju arcymistrzowskiego, w głównym turnieju otwartym zwyciężył Ołeksandr Zubariew | Nie rozegrano turnieju arcymistrzowskiego, w głównym turnieju otwartym zwyciężył Ołeksandr Zubariew | Nie rozegrano turnieju arcymistrzowskiego, w głównym turnieju otwartym zwyciężył Ołeksandr Zubariew | Nie rozegrano turnieju arcymistrzowskiego, w głównym turnieju otwartym zwyciężył Ołeksandr Zubariew | Nie rozegrano turnieju arcymistrzowskiego, w głównym turnieju otwartym zwyciężył Ołeksandr Zubariew |
| 40  | 2003 | Nie rozegrano turnieju arcymistrzowskiego, w głównym turnieju otwartym zwyciężył David Navara       | Nie rozegrano turnieju arcymistrzowskiego, w głównym turnieju otwartym zwyciężył David Navara       | Nie rozegrano turnieju arcymistrzowskiego, w głównym turnieju otwartym zwyciężył David Navara       | Nie rozegrano turnieju arcymistrzowskiego, w głównym turnieju otwartym zwyciężył David Navara       | Nie rozegrano turnieju arcymistrzowskiego, w głównym turnieju otwartym zwyciężył David Navara       |
|     | 2004 | Nie odbył się                                                                                       | Nie odbył się                                                                                       | Nie odbył się                                                                                       | Nie odbył się                                                                                       | Nie odbył się                                                                                       |
| 41  | 2005 | Nie rozegrano turnieju arcymistrzowskiego, w głównym turnieju otwartym zwyciężył Paweł Czarnota     | Nie rozegrano turnieju arcymistrzowskiego, w głównym turnieju otwartym zwyciężył Paweł Czarnota     | Nie rozegrano turnieju arcymistrzowskiego, w głównym turnieju otwartym zwyciężył Paweł Czarnota     | Nie rozegrano turnieju arcymistrzowskiego, w głównym turnieju otwartym zwyciężył Paweł Czarnota     | Nie rozegrano turnieju arcymistrzowskiego, w głównym turnieju otwartym zwyciężył Paweł Czarnota     |
| 42  | 2006 | Robert Kempiński                                                                                    | Bartosz Soćko                                                                                       | Jurij Kryworuczko                                                                                   | Robert Kempiński (1)                                                                                | 10                                                                                                  |
| 43  | 2007 | Bartosz Soćko                                                                                       | Jurij Kuzubow                                                                                       | Tomasz Markowski                                                                                    | Bartosz Soćko (1)                                                                                   | 10                                                                                                  |
| 44  | 2008 | Ołeksandr Moisejenko                                                                                | Kamil Mitoń                                                                                         | Dariusz Świercz                                                                                     | Kamil Mitoń (2)                                                                                     | 10                                                                                                  |
| 45  | 2009 | Nie rozegrano turnieju arcymistrzowskiego, w głównym turnieju otwartym zwyciężył Wojciech Moranda   | Nie rozegrano turnieju arcymistrzowskiego, w głównym turnieju otwartym zwyciężył Wojciech Moranda   | Nie rozegrano turnieju arcymistrzowskiego, w głównym turnieju otwartym zwyciężył Wojciech Moranda   | Nie rozegrano turnieju arcymistrzowskiego, w głównym turnieju otwartym zwyciężył Wojciech Moranda   | Nie rozegrano turnieju arcymistrzowskiego, w głównym turnieju otwartym zwyciężył Wojciech Moranda   |
| 46  | 2010 | Nie rozegrano turnieju arcymistrzowskiego, w głównym turnieju otwartym zwyciężył Kacper Piorun      | Nie rozegrano turnieju arcymistrzowskiego, w głównym turnieju otwartym zwyciężył Kacper Piorun      | Nie rozegrano turnieju arcymistrzowskiego, w głównym turnieju otwartym zwyciężył Kacper Piorun      | Nie rozegrano turnieju arcymistrzowskiego, w głównym turnieju otwartym zwyciężył Kacper Piorun      | Nie rozegrano turnieju arcymistrzowskiego, w głównym turnieju otwartym zwyciężył Kacper Piorun      |
| 47  | 2011 | Aleksander Hnydiuk                                                                                  | Marcin Tazbir                                                                                       | Marcin Sieciechowicz                                                                                | Aleksander Hnydiuk (1)                                                                              | 10                                                                                                  |
| 48  | 2012 | Nie rozegrano turnieju arcymistrzowskiego, w głównym turnieju otwartym zwyciężył Paweł Kowalczyk    | Nie rozegrano turnieju arcymistrzowskiego, w głównym turnieju otwartym zwyciężył Paweł Kowalczyk    | Nie rozegrano turnieju arcymistrzowskiego, w głównym turnieju otwartym zwyciężył Paweł Kowalczyk    | Nie rozegrano turnieju arcymistrzowskiego, w głównym turnieju otwartym zwyciężył Paweł Kowalczyk    | Nie rozegrano turnieju arcymistrzowskiego, w głównym turnieju otwartym zwyciężył Paweł Kowalczyk    |
| 49  | 2013 | Wojciech Moranda                                                                                    | Aleksander Miśta                                                                                    | Robert Kempiński                                                                                    | Wojciech Moranda (1)                                                                                | 10                                                                                                  |
| 50  | 2014 | Nie rozegrano turnieju arcymistrzowskiego, w głównym turnieju otwartym zwyciężył Wadym Szyszkin     | Nie rozegrano turnieju arcymistrzowskiego, w głównym turnieju otwartym zwyciężył Wadym Szyszkin     | Nie rozegrano turnieju arcymistrzowskiego, w głównym turnieju otwartym zwyciężył Wadym Szyszkin     | Nie rozegrano turnieju arcymistrzowskiego, w głównym turnieju otwartym zwyciężył Wadym Szyszkin     | Nie rozegrano turnieju arcymistrzowskiego, w głównym turnieju otwartym zwyciężył Wadym Szyszkin     |